# Умершие в ноябре 2024 года
Это список известных людей, соответствующих установленным критериям значимости (см. Википедия:Критерии значимости персоналий), умерших в ноябре 2024 года.
Причина смерти указывается лишь в исключительных случаях (убийство, самоубийство, гибель в результате военных действий, смертная казнь, ДТП или несчастные случаи). В остальных случаях — не указывается.

## 30 ноября
- Горяинов, Алексей Семёнович (90) — советский военачальник, заместитель Главнокомандующего ВВС СССР по вузам, заслуженный военный лётчик Российской Федерации (1993), генерал-полковник авиации (1986)[1].
- Зарипова, Низорамо (101) — советский государственный деятель, и. о. председателя Президиума ВС Таджикской ССР (1984)[2].
- Карнесекка, Лу[англ.] (99) — американский баскетбольный тренер[3].
- Куано, Рене[фр.] (88) — французский политический деятель, депутат Национального собрания (1988—2012)[4].
- Плаценс, Гунарс[латыш.] (97) — советский и латвийский актёр, народный артист Латвийской ССР (1987)[5].
- Познаковский, Рышард[пол.] (78) — польский музыкант, композитор и аранжировщик[6].
- Тошков, Михаил[болг.] (93) — болгарский поэт, публицист, литературный критик и художник[7].

## 29 ноября
- Абрамовиц, Мортон Исаак (91) — американский дипломат, директор Бюро разведки и исследований Государственного департамента (1985—1989), посол в Таиланде (1978—1981) и в Турции (1989—1991)[8].
- Брикман, Маршалл[англ.] (85) — американский сценарист и кинорежиссёр, лауреат премии «Оскар» (1977)[9].
- Гехт, Юрий Григорьевич (81) — советский и российский промышленник, народный депутат РСФСР/РФ (1990—1993)[10].
- Елинек, Йозеф (83) — чехословацкий футболист, игрок национальной сборной, серебряный призёр чемпионата мира (1962)[11].
- Мидзяева, Галина Ивановна (83) — советская и российская актриса, народная артистка Российской Федерации (1995)[12].
- Насиров, Рафик Алиш оглы (77) — советский и азербайджанский художник кино, народный художник Азербайджана (2007)[13].
- Ромеро Руис, Антонио[исп.] (68/69) — испанский политический деятель, член Конгресса депутатов (1989—1995), сенатор (1986—1989)[14].
- Уэстбрук, Питер[англ.] (72) — американский саблист, бронзовый призёр Олимпийских игр (1984)[15].
- Хендрикс, Ян[нидерл.] (83) — нидерландский политический деятель, сенатор (2007—2011)[16].
- Юсуфи, Файзигул[тадж.] (50) — таджикская певица[17].

## 28 ноября
- Барабаш, Юрий Яковлевич (93) — советский и российский литературовед[18].
- Джонсон, Принц (72) — либерийский политик, сенатор (с 2006)[19].
- Макнэми, Джон[англ.] (83) — шотландский футболист и футбольный тренер[20].
- Маффиоло, Раймонд (86) — швейцарский футболист, игрок национальной сборной[21].
- Пиналь, Сильвия (93) — мексиканская актриса[22].
- Хьюз, Том[англ.] (101) — австралийский юрист, генеральный прокурор (1969—1971)[23].

## 27 ноября
- Александру, Мария (84) — румынская теннисистка (настольный теннис), чемпионка мира (1961, 1973, 1975)[24].
- Балина, Анна Чекчеевна (86) — советская и российская актриса, заслуженная артистка РСФСР (1982)[25].
- Бутковский, Виктор Владимирович (65) — советский и украинский военный и политический деятель, депутат Верховной рады (2012—2014)[26].
- Гонсалес Мина, Леонор[исп.] (90) — колумбийская певица[27].
- Карпова, Вера Александровна (91) — советская и российская актриса, народная артистка РСФСР (1986)[28].
- Нагар, Шалом (86) — сотрудник израильской пенитенциарной системы, исполнитель смертного приговора Адольфу Эйхману[29].
- Ндугулиле, Фаустин[англ.] (55) — танзанийский политический деятель, депутат Парламента (с 2010), министр связи, науки и технологий (2020—2021)[30].
- Пападопулос, Танасис[греч.] (86) — греческий актёр[31].
- Пурихов, Виктор Иванович (83) — советский и российский скульптор, заслуженный художник Российской Федерации (2004)[32].
- Стрёмберг, Бенгт-Арне[швед.] (70) — шведский футболист и футбольный тренер[33].
- Улуро Адо (86) — советский и российский писатель и филолог, исследователь юкагирского языка[34].
- Фрэнк, Артт[англ.] (91) — американский джазовый барабанщик и биограф[35].
- Эриксен, Томас Хюлланн (62) — норвежский антрополог, член Норвежской академии наук[36].

## 26 ноября
- Абдуллаев, Раси Махмуд оглы (80) — советский и азербайджанский виолончелист, народный артист Азербайджана (2005)[37].
- Абрахамс, Джим (80) — американский режиссёр, сценарист и продюсер[38].
- Акрамов, Эрнст Хашимович (88) — советский и киргизский хирург, Герой Киргизии (2009)[39].
- Балалыкин, Алексей Степанович (84) — советский и российский хирург-эндоскопист[40].
- Борейко, Галина Михайловна (85) — советская балерина и балетный педагог, народная артистка РСФСР (1977)[41].
- Брайар, Боб (44) — американский барабанщик, участник рок-группы My Chemical Romance с 2004 по 2010 год (тело обнаружено в этот день)[42].
- Виттал, Шивапатам (83) — индийский эндокринолог[43].
- Даль, Биргитта (87) — шведский политик, министр Энергетики (1982—1990), министр окружающей среды (1986—1991), спикер Риксдага (1994—2002)[44].
- Кулаков, Анатолий Васильевич (86) — советский и российский физик, специалист в области плазменной энергетики, член-корреспондент РАН (1991; член-корреспондент АН СССР с 1984)[45].
- Лажуани, Андре (94) — французский политический деятель, депутат Парламента (1978—1993, 1997—2002)[46].
- Лиманская, Мария Филипповна (100) — советская военная регулировщица, участница Великой Отечественной войны[47].
- Попа, Николае (85) — румынский юрист, председатель Высокого кассационного суда Румынии (2004—2009)[48].
- Рашид, Мохаммад Гарунур[бенг.] (84) — бангладешский литературовед, директор Бангладешской Академии (1991—1995)[49].
- Рейес, Педро (65) — кубинский боксёр, победитель (1986) и серебряный призёр (1989) чемпионатов мира[50].
- Фараго, Катинка[швед.] (87) — шведский кинопродюсер[51].
- Фейзиев, Гасан Гулу оглы (88) — азербайджанский учёный-теплотехник[52].
- Фурток, Ян (62) — польский футболист[53].
- Хасси, Джемма[англ.] (86) — ирландская политическая деятельница, сенатор[54].
- Шварц, Скотт (65) — американский актёр[55].

## 25 ноября
- Аграмунт, Педро (73) — испанский политик, сенатор (1993—2019), председатель Парламентской ассамблеи Совета Европы (2016—2017)[56].
- Аюсо Гихот, Мигель Анхель (72) — испанский куриальный кардинал, председатель Папского совета по межрелигиозному диалогу (2019—2022), префект дикастерии по межрелигиозному диалогу (с 2022 года)[57].
- Каллигарих, Джанфранко (85) — итальянский писатель и сценарист[58].
- Тимофей (Йовановский) (73) — иерарх Македонской православной церкви, митрополит Австралийский и Новозеландский (1981—1995), митрополит Дебарский и Кичевский (с 1995)[59].
- Тиннисвуд, Джон (112) — британский супердолгожитель, старейший живущий мужчина Земли (с 2024)[60].
- Флаттум, Одд[норв.] (82) — норвежский политический деятель и спортивный функционер, президент Федерации футбола Норвегии (1992—1996)[61].
- Холлиман, Эрл (96) — американский актёр[62].
- Яганхадха Рао, Мамидана[англ.] (88) — индийский юрист, судья Верховного суда (1997—2000)[63].

## 24 ноября
- Амин, Рухул[англ.] (83) — бангладешский юрист, главный судья Верховного суда[англ.] (2007—2008)[64].
- Ахмад Наваб[малайск.] (92) — малайзийский композитор[65].
- Брейтенбах, Брейтен (85) — южноафриканский писатель, поэт и художник[66].
- Брэдфорд, Барбара (91) — британо-американская писательница[67].
- Галлахер, Хелен (98) — американская актриса, танцовщица и певица[68].
- Дегтярёв, Владимир Павлович (94) — советский и российский физиолог животных, академик ВАСХНИЛ / РАСХН (1990—2013), академик РАН (2013)[69].
- Коган, Цви (28) — израильский раввин (тело найдено в этот день)[70].
- Кузьмин, Михаил Иванович (86) — советский и российский геохимик, директор Института геохимии им. А. П. Виноградова СО РАН (1989—2012), академик РАН (2003)[71].
- Лернер, Элиза (92) — венесуэльская писательница[72].
- Мамакеев, Мамбет Мамакеевич (97) — советский и киргизский хирург, академик НАН Киргизии (1993), Герой Киргизии (2004)[73].
- Ренфрю, Колин (87) — британский аристократ и археолог, член Палаты лордов (1991—2021), иностранный член РАН (2006)[74].
- Тиле, Зигфрид[нем.] (90) — немецкий композитор[75].
- Шакер, Мохамед[араб.] (93) — тунисский юрист и политик, министр юстиции (1980—1984)[76].

## 23 ноября
- Афанасьев, Павел Павлович (90) — советский партийный и государственный деятель[77].
- Вилмане, Янина Яновна (96) — советский, латышский педагог, собиратель фольклора, народный учитель СССР (1980)[78].
- Вулери, Чак[англ.] (83) — американский актёр, музыкант и телеведущий («Колесо фортуны»)[79]
- Голы, Карел (68) — чехословацкий хоккеист, игрок национальной сборной[80].
- Журден, Жан[фр.] (82) — французский велогонщик, чемпион мира (1961)[81].
- Зукас, Синтия (93) — замбийская художница[82].
- Карманов, Павел Викторович (54) — советский и российский композитор[83].
- Пириева, Самайя[азерб.] (79) — азербайджанский политик, депутат Национального собрания (1995—1999)[84].
- Питт, Сьюзен[англ.] (76) — американская пловчиха, участница Олимпийских игр (1964)[85].
- Харрис, Фред Рой (94) — американский политик, сенатор от штата Оклахома (1964—1973) (о смерти объявлено в этот день)[86].

## 22 ноября
- Бульнес, Мерседес[исп.] (74) — чилийская политическая деятельница, сенатор (с 2022)[87].
- Вохор, Серж (69) — вануатский политик, премьер-министр (1995—1996, 1996—1998, 2004, 2011)[88].
- Каленбаева, Меруерт Кабекеновна (85) — советская и казахская кобызистка, заслуженная артистка Казахской ССР (1977)[89].
- Маркович, Драган[серб.] (64) — сербский политик, мэр Ягодины (2008—2012)[90].
- Пиллаи, Омчери[англ.] (100) — индийский писатель, драматург и поэт[91].
- Попеску, Думитру[рум.] (96) — румынский политик, журналист и писатель[92].
- Согрин, Владимир Викторович (79) — советский и российский историк-американист[93].
- Эйрд, Кенни[англ.] (77) — шотландский футболист[94].

## 21 ноября
- Беди, Харжит Сингх[англ.] (78) — индийский политический деятель, судья Верховного суда[95].
- Далла Барба, Джанфранко[итал.] (67) — итальянский саблист, олимпийский чемпион (1984)[96].
- Де ла Мата, Висенте[исп.] (80) — аргентинский футболист, игрок национальной сборной[97].
- Казерта, Пегги (84) — американская предпринимательница и мемуаристка[98].
- Кандус, Марьян[словен.] (92) — югославский и словенский баскетболист, игрок сборной Югославии[99].
- Склба, Ричард (89) — американский католический прелат, вспомогательный епископ Милуоки (1979—2010)[100].
- Смит, Рэй[англ.] (90) — английский футболист[101].
- Шуштари, Эсмаил[перс.] (74 или 75) — иранский политический деятель, министр юстиции (1989—2005)[102].

## 20 ноября
- Вормсбехер, Гуго Густавович (86) — советский и российский общественный деятель, писатель, публицист[103].
- Карпантье, Жан-Ноэль[фр.] (54) — французский политик, депутат Национального собрания (2012—2017)[104].
- Махарадзе, Малхаз Платонович (61) — советский и грузинский футболист[105].
- Мирмалек, Расул[перс.] (86) — иранский борец классического стиля, участник Олимпийских игр (1964)[106].
- Пинера, Майк (76) — американский гитарист[107].
- Прескотт, Джон (86) — британский политический деятель, вице-премьер Великобритании (1997—2007)[108].
- Релл, Мэри Джоди (78) — американский политик, губернатор штата Коннектикут (2004—2011)[109].
- Шутерики, Миневер (100) — албанская писательница[110].
- Янку, Лучиан[рум.] (84) — румынский актёр и режиссёр[111].

## 19 ноября
- Агафонов, Николай Сергеевич (80) — советский футболист и футбольный тренер[112].
- Боницци, Чезаре (78) — итальянский монах-капуцин и певец в стиле хэви-метал[113].
- Ван Рой, Хенк[нидерл.] (76) — нидерландский футболист[114].
- Камполо, Тони (89) — американский социолог и баптистский священник[115].
- Соколовская, Элита Альфредовна (94) — советский и российский церковный хормейстер[116].
- Станич, Войо (100) — черногорский художник и скульптор[117].
- Сусана, Грасиэла[исп.] (71) — аргентинская певица[118].
- Чилверс, Колин (79) — британский кинорежиссёр и художник по спецэффектам[119].
- Saafir[англ.] (54) — американский рэпер и продюсер[120].

## 18 ноября
- Бреславец, Татьяна Иосифовна (79) — российский литературовед-японист[121].
- Губин, Сергей Павлович (87) — советский и российский химик, директор ИНХ СО РАН (1980—1983), заслуженный деятель науки Российской Федерации (1996)[122].
- Дюмон, Шарль[фр.] (95) — французский певец и автор песен[123].
- Карбоне, Фернандо[исп.] (65) — перуанский политический деятель, министр здравоохранения (2002—2003)[124].
- Кильчанский, Леонид Валерьевич (58) — российский живописец, заслуженный художник Российской Федерации (2007), почётный член РАХ (2014); погиб[125].
- Лав, Боб (81) — американский баскетболист[126].
- Паук, Дьёрдь (88) — венгерский скрипач[127].
- Пинту, Закария[бенг.] (81) — бангладешский футболист[128].
- Питерсен, Колин (78) — австралийский музыкант[129].
- Шубин, Алексей Викторович (49) — украинский футболист[130]
- Уайлдмен, Марк (88) — английский профессиональный игрок в снукер и английский бильярд, чемпион мира (1984)[131].

## 17 ноября
- Вильяверде, Уго (70) — аргентинский футболист[132].
- Гакон, Клод (93) — швейцарский эсперантист[133].
- Глазков, Николай Григорьевич (75) — советский и российский оперный певец (тенор) и музыкальный педагог, народный артист Российской Федерации (2008)[134].
- Гризе, Йоахим[нем.] (72) — немецкий яхтсмен, серебряный призёр Олимпийских игр (1984)[135].
- Кьярелли, Бернар (90) — французский футболист и футбольный тренер, игрок национальной сборной, бронзовый призёр чемпионата мира (1958)[136].
- Лёвкин, Владимир Александрович (57) — советский и российский певец, участник группы «На-На» (1989—1998)[137].
- Натх Тхунгана, Даман[непальск.] — непальский политический деятель, спикер Национального собрания Непала[138].
- Нойберт, Эрхарт[нем.] (84) — немецкий евангелический священник и богослов[139].
- Родригес, Орестес (81) — испанский шахматист, гроссмейстер[140].
- Самсонов, Виктор Николаевич (83) — советский и российский военачальник, начальник Генерального штаба Вооружённых сил СССР — первый заместитель министра обороны СССР (1991), начальник Объединённого штаба войск СНГ (1991—1992), начальник Генерального штаба Российской Федерации — первый заместитель министра обороны Российской Федерации (1996—1997), генерал армии (1996)[141].
- Сарнат, Артур (54) — польский футболист[142].
- Свенссон, Аллан[швед.] (73) — шведский актёр[143].
- Харкевич, Дмитрий Александрович (97) — советский и российский фармаколог, академик АМН СССР / РАМН (1984—2013), академик РАН (2013), сын А. А. Харкевича[144].
- Чесноков-Ладыженский, Сергей Геннадиевич (70) — российский художник[145].
- Чиг, Муаззез Илмие (110) — турецкий археолог и супердолгожительница[146].

## 16 ноября
- Азиров, Артём Иванович (101) — советский и российский партийный и государственный деятель, первый секретарь Октябрьского райкома КПСС Тбилиси (1973—1983)[147].
- Аллен, Ричард Винсент (88) — американский государственный деятель, советник президента США по национальной безопасности (1981—1982)[148].
- Анисимов, Владимир Николаевич (78) — советский и российский геронтолог, член-корреспондент РАН (2011)[149].
- Ахмад Билур, Ильяс[англ.] (84) — пакистанский политический деятель, сенатор (2012—2018)[150].
- Бустрём, Агнес (112) — шведская супердолгожительница[151].
- Говорушко, Сергей Михайлович (69) — российский географ[152].
- Деспич, Деян[серб.] (94) — сербский композитор, академик САНУ (1994)[153].
- Животовский, Лев Анатольевич (81) — советский и российский генетик, заслуженный деятель науки Российской Федерации (2004)[154].
- Меракчи, Хамид[араб.] (48) — алжирский футболист[155].
- Науменко, Владлен Васильевич (77) — советский футболист и украинский тренер, футбольный функционер[156].
- Нургалиев, Женис Мирасович (62) — казахстанский политик, сенатор (2010—2023)[157].
- Парсонс, Юнис[англ.] (108) — американская художница-модернист[158].
- Поспишил, Иржи (75) — чешский политик и психолог, сенатор (1996—2012)[159].
- Светличная, Светлана Афанасьевна (84) — советская и российская актриса, заслуженная артистка РСФСР (1974)[160].
- Шкляров, Владимир Андреевич (39) — российский артист балета, заслуженный артист Российской Федерации (2020); несчастный случай[161].

## 15 ноября
- Борнё, Трюгве[норв.] (82) — норвежский футболист и футбольный функционер, игрок национальной сборной генеральный секретарь Норвежской футбольной ассоциации (1983—1985, 1996—1999)[162].
- Зёнкзен, Зёнке[нем.] (86) — западногерманский спортсмен-конник, серебряный призёр Олимпийских игр (1976)[163].
- Йессен, Улла[дат.] (77) — датская актриса[164].
- Калсонс, Ромуалдс (88) — советский и латвийский композитор и дирижёр, народный артист Латвийской ССР (1986)[165].
- Каройи, Бела (82) — румынский и американский тренер по спортивной гимнастике[166].
- Крамер, Эйлин[англ.] (110) — австралийская балерина и хореограф[167].
- Кюттнер, Рейн (83) — эстонский учёный-технолог, член Эстонской академии наук (1997)[168].
- Немере, Иштван[венг.] (80) — венгерский писатель[169].
- Озей, Майкл[англ.] (53) — ганский футболист[170].
- Панкратов, Александр Андреевич (78) — советский и российский кинорежиссёр, сценарист, заслуженный деятель искусств Российской Федерации (1997)[171].
- Силаньо, Ахмед (87/88) — сомалилендский государственный деятель, президент (2010—2017)[172].
- Тазетдинов, Минсеит Тимергалиевич (64) — советский и российский борец греко-римского стиля, серебряный призёр чемпионата мира (1985)[173].
- Тил, Пол[англ.] (35) — американский актёр[174].
- Форрестолл, Том[англ.] (88) — канадский художник[175].
- Шеффер, Франк (72) — немецкий футболист[176].
- Юрико, принцесса Микаса (101) — член Японского императорского дома[177].

## 14 ноября
- Аделаид-Мерланд, Жак (91) — французский историк[178].
- Амаль, Ихласул[индон.] (82) — индонезийский учёный, ректор Университета Гаджа Мада (1998—2002)[179].
- Биантовская, Ольга Александровна (83) — советский и российский художник-график[180].
- Бровцев, Вадим Владимирович (55) — южноосетинский экономист и политик, председатель правительства (2009—2012), исполняющий обязанности президента (2011—2012)[181].
- Доннелли, Дервилла[англ.] (94) — ирландский химик[182].
- Йокомидзо, Сабуро[яп.] (84) — японский бегун, серебряный призёр чемпионата Азии (1962)[183].
- Кнапп, Фридрих[нем.] (73) — немецкий миллиардер, основатель сети магазинов New Yorker[184].
- Мауро, Макс Фрейтас[порт.] (87) — бразильский политик, член Палаты депутатов (1979—1987, 1999—2003), губернатор Эспириту-Санту (1987—1991)[185].
- Моначи, Альберто[итал.] (83) — итальянский политик, депутат (1987—1992)[186].
- Поляков, Александр Степанович (89) — советский и российский инженер и педагог, заслуженный деятель науки Российской Федерации (1996)[187].
- Пятс, Матти (91) — эстонский политик, депутат Рийгикогу (1992—1995), внук Константина Пятса[188].
- Ровчак, Андрей Яковлевич (71) — украинский деятель сельского хозяйства, Герой Украины (2008) (о смерти стало известно в этот день)[189].
- Синфилд, Питер (80) — британский поэт, автор песен, музыкант, продюсер[190].
- Сыкта, Анджей[пол.] (84) — польский футболист, игрок национальной сборной[191].
- Тенорио, Артуро Гарсия (70) — мексиканский актёр и режиссёр[192].
- Траубнер, Павел[словац.] (83) — словацкий невролог[193].
- Хесс, Ганс (95) — восточногерманский военно-морской деятель, заместитель командующего фольксмарине (1982—1989)[194].
- Цзинь Чунцзи[кит.] (93) — китайский историк, иностранный член РАН (2008)[195].
- Чаван, Харишчандра[англ.] (72) — индийский политик, депутат Лок сабхи (2004—2019)[196].

## 13 ноября
- Валкенир, Элизабет (98) — польско-американский историк искусства[197].
- Дабровский, Михал[англ.] (38) — польский паралимпийский фехтовальщик, серебряный и бронзовый призёр Паралимпийских игр (2024)[198].
- Зайнутдин, Дайм[малайск.] (86) — малайзийский политический деятель, депутат парламента (1982—2004), министр финансов (1984—1991, 1999—2001)[199].
- Зимин, Алексей Александрович (52) — российский журналист, телеведущий и ресторатор[200].
- Кабир, Бегум Рози[бенг.] (73/74) — бангладешский политик, депутат Национальная ассамблея Бангладеш (2005—2006)[201].
- Колахи, Хашем[англ.] (68) — иранский борец, чемпион Азии (1981)[202].
- Костич, Миодраг (65) — сербский предприниматель[203].
- Олсон, Теодор[англ.] (84) — американский юрист, генеральный солиситор (2001—2004)[204].
- Петерс, Пол[нидерл.] — нидерландский политик, сенатор (2007—2011)[205].
- Санджари, Киануш (42) — иранский журналист и активист; самоубийство[206].
- Скеффингтон, Джон, 14-й виконт Массерин (84) — британский аристократ, виконт Массерин и Феррард (с 1992), член Палаты лордов (1992—1999)[207].
- Соарес, Луи[фр.] (60) — французский стайер, победитель Парижского марафона (1992), участник Олимпийских игр (1992)[208].
- Стаес, Пол[нидерл.] (78) — бельгийский политик, депутат Европейского парламента (1984—1994), сенатор (1995—1999)[209].
- Талми, Шел (87) — американский музыкальный продюсер и автор песен[210].
- Таникава, Сюнтаро (92) — японский поэт[211].
- Тапиа, Луис Эрнесто (80) — панамский футболист, игрок национальной сборной[212].
- Ферраротти, Франко (98) — итальянский социолог и политик, член Палаты депутатов (1959—1963)[213].

## 12 ноября
- Арнесен, Бендикс Харальд[норв.] (73) — норвежский политический деятель, депутат Стортинга (1997—2013)[214].
- Бен Мустафа, Саид[араб.] (86) — тунисский политический деятель, министр иностранных дел (1997—1999)[215].
- Белобоков, Александр Борисович (81) — российский кинорежиссёр, документалист, киновед.
- Бернацкий, Бронислав Петрович (80) — украинский католический прелат, епископ Одессы-Симферополя (2002—2020)[216].
- Валаванидис, Гиоргос[греч.] (50) — греческий баскетболист, обладатель Европейского Кубка обладателей кубков в составе ПАОК (1991)[217].
- Вардинояннис, Вардис[греч.] (90) — греческий бизнесмен, сооснователь и председатель совета директоров Motor Oil Hellas[218].
- Ганас, Михалис (80) — греческий поэт[219].
- Гарнос, Агнес Буэн[норв.] (78) — норвежская фолк-певица[220].
- Дивайн, Дана (?) — канадский специалист по переливанию крови[221].
- Есимов, Гафиз Кыдырович (77) — советский и казахстанский оперный певец (лирический баритон), народный артист Казахской ССР (1987)[222].
- Зюкин, Владимир Михайлович (70) — советский комсомольский деятель, первый секретарь ЦК ВЛКСМ (1990—1991)[223].
- Каламбай, Отепа (76) — заирский футболист, игравший в национальной сборной (1974)[224].
- Кох, Гельмут[нем.] (92) — немецкий математик, член Академии наук ГДР и академии «Леопольдина»[225].
- Кривокапич, Радивое[серб.] (71) — югославский гандболист, серебряный призёр чемпионата мира (1982)[226].
- Курц, Томас (96) — американский учёный в области информатики, один из создателей Бейсика[227].
- Лян Гуанле (83) — китайский государственный и военный деятель, министр обороны (2008—2013)[228].
- Медждинг, Бент[дат.] (87) — датский актёр, лауреат премии Роберт (1985, 2007)[229].
- Наллит, Жан[фр.] (101) — французский участник Сопротивления, праведник народов мира[230].
- Насыров, Темуржон Хайруллаевич (83) — советский и узбекский учёный-энергетик, академик АН Узбекистана (2000)[231].
- Нонн, Хельмут (91) — немецкий игрок в хоккей на траве, бронзовый призёр Олимпийских игр (1956)[232].
- Пригоана, Сильвиу[рум.] (60) — румынский бизнесмен и политик, член Палаты депутатов (2008—2012)[233].
- Сон Чжэ Рим (39) — южнокорейский актёр и модель; самоубийство[234].
- Уэст, Тимоти (90) — английский актёр[235].
- Хейнс, Рой (99) — американский джазовый барабанщик[236].
- Хорган, Джон (65) — канадский политик и дипломат, премьер-министр Британской Колумбии (2017—2022), посол в Германии (с 2023)[237].
- Хюбнер, Михаэль[нем.] (65) — немецкий трековый велогонщик, чемпион мира (1986, 1990, 1991, 1992, 1995)[238].
- Чори, Джоанн (69) — американский ботаник, член Национальной академии наук (1999)[239].

## 11 ноября
- Ангуло, Марко (22) — эквадорский футболист, игрок национальной сборной; ДТП[240].
- Асатиани, Георгий Георгиевич (82) — советский и российский актёр, заслуженный артист РСФСР (1987)[241].
- Ауэрбах, Франк (93) — британский художник[242].
- Бенешова, Мария[чеш.] (76) — чешский политик, министр юстиции (2013—2014, 2019—2021), член Палаты депутатов (2013—2017) (о смерти объявлено в этот день)[243].
- Вальдивия, Каролина[исп.] (46) — чилийский политик, министр иностранных дел (2022)[244].
- Годар, Кристиан[фр.] (92) — французский карикатурист[245].
- Кедрович, Ян (64) — польский шахматист[246].
- Райкович, Ибица[англ.] (89) — хорватский кинооператор, лауреат Премии Владимира Назора (2012)[247].
- Сахаров, Дмитрий Антонович (Дмитрий Сухарев) (94) — советский и российский биолог, поэт, переводчик и бард[248].
- Сдобников, Эдуард Сергеевич (86) — советский пятиборец, двукратный чемпион мира (1962)[249].
- Таш, Джошкун (90) — турецкий футболист, игрок национальной сборной[250].
- Хёрёньи-Старостова, Августа (94) — словацкая балерина и хореограф[251].

## 10 ноября
- Абу Сенна, Мохаммад Ибрахим[араб. егип.] (87) — египетский поэт[252].
- Айяш, Салим (61) — военный деятель «Хезболлы»; убит[253].
- Грант, Деррик[англ.] (86) — шотландский регбист, игрок национальной сборной[254].
- Капонигро, Пол (91) — американский фотограф[255].
- Кроу, Тим (86) — британский психиатр[256].
- Куленко, Николай Андреевич (88) — советский и российский поэт, заслуженный работник культуры Российской Федерации (1997)[257].
- Лешехеб, Абделькадер (70) — марокканский футболист и дипломат, посол в Канаде (1998—2003), в Японии (2003—2008) и в России (2008—2019)[258].
- Лонг, Даллас (84) — американский толкатель ядра, чемпион (1964) и бронзовый призёр (1960) Олимпийских игр[259].
- Осс, Арнольд[англ.] (96) — американский хоккеист, серебряный призёр Олимпийских игр (1952)[260].
- Попков, Игорь Васильевич (88) — советский и российский скрипач и дирижёр, народный артист РСФСР (1987)[261].
- Салливан, Тим[англ.] (76) — американский писатель-фатаст, режиссёр, сценарист, продюсер, актёр и каскадёр[262].
- Си, Мишель[фр.] (94) — французский политик, депутат Национального собрания (1960—1962)[263].
- Сингх Мевар, Махендра[англ.] (83) — индийский политический деятель, депутат Лок сабхи[264].

## 9 ноября
- Акесби, Хассан (89) — марокканский футболист[265].
- Аоки, Морихиса[яп.] (85) — японский дипломат, посол в Перу (1994—1997)[266].
- Араи, Масао (75) — японский борец вольного стиля, бронзовый призёр Олимпийских игр (1976), чемпион мира (1975)[267].
- Астраханцев, Александр Иванович (86) — советский и российский писатель[268].
- Белокопытов, Владимир Иванович (44) — российский военнослужащий, Герой Российской Федерации (2024; посмертно)[269].
- Бутарис, Яннис (82) — греческий предприниматель и политик, мэр города Салоники (2011—2019)[270].
- Гарриду, Жозе[англ.] (64) — португальский футболист и футбольный тренер[271].
- Джеймисон, Джудит[англ.] (81) — американская танцовщица и хореограф, лауреат Премии Центра Кеннеди (1999) и Национальной медали США в области искусств (2001)[272].
- Дженкинс, Элла[англ.] (100) — певица и автор песен, «Первая леди детской музыки» лауреат Grammy Lifetime Achievement Award (2004)[273].
- Дональдсон, Лу (98) — американский джазовый музыкант[274].
- Мейерс, Виестур (56) — латвийский шахматист, гроссмейстер (2004)[275].
- Нараян, Рам (96) — индийский музыкант[276].
- Нарбикова, Валерия Спартаковна (66) — российский прозаик и художница[277].
- Покровский, Александр Александрович (67) — советский и российский художник, заслуженный художник Российской Федерации (2001), академик РАХ (2012)[278].
- Риксе, Гюнтер[нем.] (85) — немецкий политик, депутат Бундестага (1987—1998)[279].
- Татаринов, Виктор Андреевич (72) — российский языковед[280].
- Узелков, Вячеслав Валентинович (45) — украинский боксёр, призёр чемпионатов мира (2001) и Европы (2002)[281].
- Эллисон, Бобби[англ.] (86) — американский автогонщик, победитель NASCAR Cup Series (1983)[282].

## 8 ноября
- Агершоу, Асбьерн[дат.] (76) — датский политик, депутат Фолькетинга (1981—1990)[283].
- Бауш-Полак, Бетти[нидерл.] (105) — нидерландская еврейка, пережившая Холокост, участница Сопротивления[284].
- Ботафогу Гонсалвеш, Жозе[порт.] (89) — бразильский политик, министр развития, промышленности, торговли и услуг (1998—1999)[285].
- Бродин, Михаил Семёнович (93) — советский и украинский физик, академик АН УССР / НАНУ (1982), директор Института физики АН УССР / НАН Украины (1987—2006)[286].
- Град, Женевьева (80) — французская актриса[287].
- Дьяченко, Александр Григорьевич (74) — советский, украинский и российский археолог[288].
- Иванов, Румен (51) — болгарский футболист[289].
- Калинин, Виталий Александрович (88) — советский и российский передовик производства и политический деятель, Герой Социалистического Труда (1985)[290].
- Калмаханов, Сейтмахан Калмаханович (84) — советский и казахстанский художник[291].
- Леманн, Джордж (82) — американский баскетболист[292].
- Лоулесс, Билли[англ.] (73) — ирландский бизнесмен и политический деятель, сенатор[293].
- Меклуфи, Рашид (88) — французский и алжирский футболист и тренер, игрок сборных Франции и Алжира, тренер сборной Алжира[294].
- Мери, Хелле[эст.] (75) — эстонская актриса[295].
- Нуньес, Элизабет[англ.] (80) — американская писательница, лауреат Американской книжной премии (2001)[296].
- Орлеан-Браганса, Антониу (74) — член Васорасской линии бразильской императорской семьи Орлеан-Браганса[297].
- Паттерсон, Джерри Мэмфорд[англ.] (90) — американский политик, член Палаты представителей (1975—1986)[298].
- Пасере, Титинга Фредерик (80) — буркинийский прозаик и поэт[299].
- Петр (Лукьянов) (76) — американский архиерей РПЦЗ, епископ Кливлендский (2003—2016), архиепископ Чикагский и Средне-Американский (с 2016)[300].
- Спенсер, Джун (105) — английская актриса[301].
- Хольц, Харальд[нем.] (94) — немецкий философ[302].
- Чилинский, Станислав[пол.] (68) — польский борец вольного стиля, участник Олимпийских игр (1980), бронзовый призёр чемпионата Европы (1980)[303].
- Эйтан, Михаэль (80) — израильский политик, министр науки и технологии (1997—1998)[304].

## 7 ноября
- Айхан, Сельчук[тур.] (71) — турецкий политик, депутат Великого национального собрания (2000—2011)[305].
- Беккер, Юрген[нем.] (92) — немецкий поэт и прозаик, член Немецкой академии языка и поэзии (1974), лауреат Премии Георга Бухнера (2014)[306].
- Виас, Шригопал[англ.] (92) — индийский политический деятель, депутат Раджья сабхи (2006—2012)[307].
- Джиллис, Бом[англ.] (99) — новозеландский солдат, последний остававшийся в живых боец батальона маори[308].
- Люй Чэву[англ.] (95) — гонконгский бизнесмен, основатель Galaxy Entertainment Group и K. Wah International[309].
- Педросо, Эден[порт.] (81) — бразильский политик, член Палаты депутатов Бразилии (1991—1995)[310].
- Плансон, Седрик[англ.] (55) — французский тяжелоатлет, участник Олимпийских игр (1992, 1996)[311].
- Роусон, Джеймс[англ.] (59) — британский игрок в пара-настольный теннис, чемпион Паралимпийских игр (1992) (о смерти объявлено в этот день)[312].
- Суве, Энн Вильхельмович[эст.] (84) — советский и эстонский балетмейстер и балетный педагог[313].
- Фири, Джон[англ.] (75) — замбийский политик, министр местного самоуправления, министр образования[314].
- Хенриксен, Арент[норв.] (78) — норвежский политик, депутат Стортинга (1973—1977, 1981—1989)[315].
- Чарота, Иван Алексеевич (72) — белорусский литературовед[316].
- Юсупов, Рафаэль Мидхатович (90) — советский и российский учёный, член-корреспондент РАН (2006), директор СПИИРАН (1991—2018), генерал-майор (1980)[317].

## 6 ноября
- Бойтлер, Йоханнес (91) — немецкий католический священник и богослов[318].
- Вашичек, Войтех[чеш.] (68) — чешский пятиборец, чемпион Паралимпийских игр (1992) (о смерти объявлено в этот день)[319].
- Демпси, Джон[англ.] (78) — английский и ирландский футболист[320].
- Клименко, Павел Юрьевич (47) — российский военачальник, командир 5-й отдельной мотострелковой бригады, генерал-майор, Герой Российской Федерации (2024, посмертно), Герой ДНР[321].
- Кондратов, Виктор Иванович (72) — советский футболист, украинский футбольный тренер[322].
- Криштул, Борис Иосифович (84) — советский и российский организатор кинопроизводства[323].
- Малайсами К.[англ.] (87) — индийский политик, член Раджья сабхи (1999—2014)[324].
- Нотт, Джон[англ.] (92) — британский политический деятель, депутат Парламента, министр обороны (1981—1983)[325].
- О’Доннелл, Филлис[англ.] (87) — австралийская серфингистка, первая чемпионка мира по серфингу среди женщин (1964)[326].
- Патраков, Александр Михайлович (76) — советский и российский театральный художник, заслуженный деятель искусств РСФСР (1986), народный художник Республики Татарстан (2002)[327].
- Пацев, Александр Константинович (88) — советский и российский дипломат, посол в Омане (1990—1996), Узбекистане (1997—1999) и Финляндии (1999—2003)[328].
- Риффо, Мадлен (100) — французская журналистка, военный корреспондент и поэтесса[329].
- Стыцюк, Рита Юрьевна (66) — российский экономист[330].
- Тодд, Тони (69) — американский актёр[331].
- Феррер Сала, Хосе[исп.] (99) — испанский винодел, президент Freixenet (1978—1999)[332].
- Хайденрайх, Максимилиан[нем.] (57) — немецкий футболист и футбольный тренер[333].
- Хайновский, Вальтер (96) — немецкий кинорежиссёр и сценарист[334].
- Шпёрри, Даниэль (94) — швейцарский художник и писатель[335].
- Эллисон, Дороти[англ.] (75) — американская писательница[336].

## 5 ноября
- Анисимов, Павел Петрович (77) — российский политик, член Совета Федерации (1997—2001)[337].
- Балданза, Бен[англ.] (62) — американский бизнесмен, генеральный директор и президент Spirit Airlines (2005—2016)[338].
- Деви, Парвати[англ.] (90) — индийский политик, депутат Лок сабхи (1977—1980)[339].
- Дорошенко, Николай Иванович (73) — советский и российский прозаик и публицист[340].
- Кербелите, Бронислава Пятровна (89) — советский и литовский фольклорист[341].
- Киракосян, Лейла Зениковна (83) — советская и российская актриса, заслуженная артистка РСФСР (1984)[342].
- Лагбаджа, Таорид[англ.] (56) — нигерийский военный деятель, начальник штаба сухопутных войск (с 2023)[343].
- Майкл, Асот[англ.] (54) — политик Антигуа, министр туризма, экономического развития, инвестиций и энергетики (2014—2017), депутат Парламента (с 2024)[344].
- Матвеев, Владимир Иосифович (81) — советский и украинский политик, депутат Верховной рады (1990—1994, 1998—2006, 2007—2012)[345].
- Стивенс, Дэйв[англ.] (95) — австралийский стайер, участник Олимпийских игр (1956)[346].
- Хачула, Анджей[англ.] (64) — польский хоккеист, участник зимних Олимпийских игр (1984[347].
- Чемберлен, Марайз[англ.] (88) — новозеландская легкоатлетка (бег на средние дистанции), бронзовый призёр Олимпийских игр (1964)[348].

## 4 ноября
- Ба, Мамаду Мустафа[фр.] (59) — сенегальский политик, министр экономики и финансов (2022—2024)[349].
- Кормак, Гэри (74) — канадский кёрлингист на колясках, паралимпийский чемпион (2006)[350].
- Кшесинский, Анджей[пол.] (97) — польский прыгун с шестом, участник Олимпийских игр (1960)[351].
- Мадсен, Джонни[дат.] (73) — датский певец, рок-музыкант и художник, участник трио Dalton[англ.][352][353].
- Маркус, Бернард[англ.] (95) — американский предприниматель, сооснователь торговой сети The Home Depot (1978)[354].
- Мозер, Георгий Эдуардович[укр.] (84) — украинский политик, депутат Верховной рады (1994—1998)[355].
- Райол, Агналду[порт.] (86) — бразильский певец[356].
- Ренвик, Робин (86) — британский дипломат и политик, посол в ЮАР (1987—1991) и в США (1991—1995), член Палаты лордов (1997—2018)[357].
- Серио, Ренато[итал.] (78) — итальянский дирижёр и композитор[358].
- Синклер, Мюррей (73) — канадский политик и юрист, сенатор (2016—2021)[359].
- Сухецкий, Бенедикт[пол.] (79) — польский политик, депутат Сейма (2001—2005)[360].
- Хогланд, Джимми Ли (84) — американский журналист-международник, двукратный лауреат Пулитцеровской премии (1971, 1991)[361].
- Хоканссон, Кикки (95) — шведская модель, «Мисс мира 1951»[362].
- Шмидт, Альберт[нем.] (73) — немецкий политик, депутат Бундестага (1994—2005)[363].

## 3 ноября
- Гниломёдов, Владимир Васильевич (86) — белорусский советский литературовед, критик, прозаик, академик НАН Беларуси (2003)[364].
- Гурупрасад (52) — индийский кинорежиссёр и актёр, лауреат премии Filmfare Awards (2010), обнаружен повесившимся несколько дней назад[365].
- Джонс, Куинси (91) — американский композитор, аранжировщик, музыкальный продюсер и трубач[366].
- Жилите-Степонавичене, Бируте[лит.] (94) — советская и литовская художница, заслуженный художник Литовской ССР (1980), лауреат Национальной премии Литвы по культуре и искусству (2015)[367].
- Норландер, Эдуард де[нидерл.] (79) — нидерландский десятиборец, участник Олимпийских игр (1968)[368].
- Слоган, Джозеф[англ.] (93) — канадский политик, депутат Палаты общин (1958—1965)[369].
- Тасси, Марсель[фр.] (91) — французский политик, депутат Национального собрания (1978—1981)[370].
- Шераит, Абдерразак[араб.] (87) — тунисский писатель и политический деятель, депутат Парламента (2014—2019)[371].
- Шнелль, Петер[нем.] (88) — немецкий юрист и политик, мэр Ингольштадта (1972—2002)[372].
- Энгелен, Пол[англ.] (75) — британский гримёр, лауреат премий «Эмми»[373].

## 2 ноября
- Бёрнсен, Вольфганг[нем.] (82) — немецкий политик, депутат Бундестага (1987—2013)[374].
- Годли, Джейни[англ.] (63) — шотландский стенд-ап комик, писательница и актриса[375].
- Грушецкий, Томаш[англ.] (78) — польский экономист и политик министр имущественных преобразований (1991—1992)[376].
- Кворти, Клемент (86) — ганский боксёр, серебряный призёр Олимпийских игр (1960)[377].
- Киприан (Строкин) (78) — советский и российский музыкант, дирижёр, пианист и инок Русской православной церкви, заслуженный артист Российской Федерации (1996)[378].
- Коэн, Яков[ивр.] (66) — израильский актёр[379].
- Ломанов, Виктор Иванович (71) — советский игрок в хоккей с мячом, заслуженный тренер СССР (1991)[380].
- Мадалле, Ален[фр.] (87) — французский политик, депутат Национального собрания (1993—1997)[381].
- Рачинс, Алан (82) — американский актёр[382].
- Сиюхов, Аслан Мосович (85) — советский передовик сельского хозяйства, Герой Социалистического Труда (1976)[383][384].
- Хейз, Джонатан (95) — американский актёр[385].
- Чунг, Энни?! (90) — малайзийский спринтер, участница Олимпийских игр (1956)[386].
- Шокин, Юрий Иванович (81) — советский и российский математик, академик РАН (1994), директор ИВТ СО РАН (1990—2016)[387].
- Юрков, Анатолий Петрович (89) — советский и российский журналист, главный редактор «Российской газеты» (1995—2000)[388].

## 1 ноября
- Бриджес, Уильям[англ.] (89) — американский инженер, изобретатель аргонового лазера[389].
- Бхаттачарья, Кулада Кумар (91) — индийский актёр театра, кино, радиопостановок и кинорежиссёр-документалист[390].
- Вайникко, Геннадий (86) — эстонский математик, член АН Эстонской ССР/Эстонской академии наук (1986)[391].
- Гессен, Валерий Юльевич (96) — советский и российский экономист и историк[392].
- Деброй, Бибек[англ.] (69) — индийский экономист[393].
- Кристенсен, Мортен Стиг[дат.] (65) — датский гандболист и телеведущий, участник Олимпийских игр (1976, 1980, 1984)[394].
- Марлес, Фей[англ.] (98) — австралийская деятельница образования, ректор Мельбурнского университета (2001—2004)[395].
- Нарзуллаев, Ахмат Имидович (68) — узбекский фермер, Герой Узбекистана (2003)[396].
- Олоо Аринго, Питер[англ.] (83) — кенийский политик, член Национальной ассамблеи (1974—1988, 1997—2002), министр образования (1986—1989, 1994—1998, 2001)[397].
- Онмура, Луис (64) — бразильский дзюдоист, бронзовый призёр Олимпийских игр (1984)[398].
- Пайнс, Александр[англ.] (79) — американский химик, член Национальной академии наук США (1988)[399].
- Рьюз, Майкл (84) — канадский философ науки[400].
- Самадашвили, Заал (71) — грузинский писатель, публицист, сценарист и политик[401].
- Сильвестри, Джанпаоло[итал.] (70) — итальянский политик, сенатор (2006—2008)[402].